# Atriplex braunii
Atriplex braunii là loài thực vật có hoa thuộc họ Dền. Loài này được A.Soriano mô tả khoa học đầu tiên năm 1947.